# Amphimallon naceyroi
Amphimallon naceyroi är en skalbaggsart som beskrevs av Étienne Mulsant 1859. Amphimallon naceyroi ingår i släktet Amphimallon och familjen Melolonthidae. Inga underarter finns listade i Catalogue of Life.